# Aeropuerto Internacional Mataveri
Aeropuerto Internacional Mataveri är en flygplats i Chile. Den ligger på ön Påskön i regionen Valparaíso, i den västra delen av landet, 3 800 km väster om huvudstaden Santiago de Chile. Mataveri International Airport ligger 69 meter över havet. 
Terrängen runt flygplatsen är mestadels kuperad, men österut är den platt, och åt sydväst är det nära till havet. Trakten är glest befolkad. Närmaste större samhälle är Hanga Roa, 1,5 km nordväst om flygplatsen. 
Flygplatsen är den flygplats i världen som ligger längst från en annan flygplats, då det är 3 759 km till Santiago de Chile varifrån de flesta flyg utgår. LAN Chile flyger dagligen från Santiago de Chile till Påskön, en flygtur som tar cirka 5 timmar. 
Flygplatsen öppnades 1967 och förlängdes 1987 med pengar från USA till en längd på 3 300 meter. Förlängningen gjordes för att skapa nödlandningsplatser med vissa avstånd runt jordklotet för rymdfärjor och stora trafikflygplan..